# Vranová
Vranová település Csehországban, a Blanskói járásban. Vranová Sulíkov, Lazinov, Letovice és Křetín településekkel határos. Lakosainak száma 410 fő (2024. január 1.).

## Népesség
A település lakosságának változását az alábbi diagram mutatja:
| Lakosok száma | 356  | 462  | 509  | 363  | 289  | 347  | 353  | 370  | 392  | 410  |
|               | 1869 | 1900 | 1921 | 1961 | 1980 | 2011 | 2016 | 2019 | 2021 | 2024 |